# Johann Crato von Krafftheim

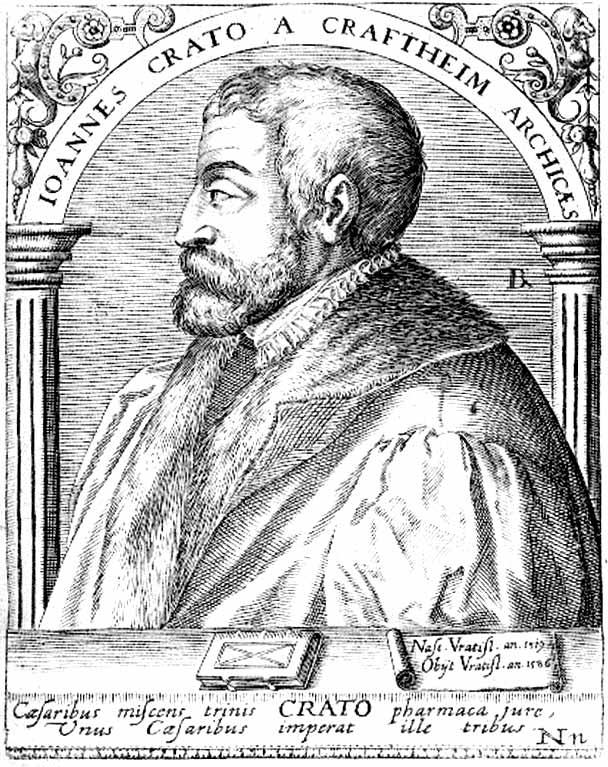
Johann Crato von Krafftheim (Kupferstich aus dem 16. Jh. von Theodor de Bry)

Johannes Crato von Krafftheim, eigentlich Johann(es) Krafft, auch Crato von Crafftheim, latinisiert Johannes Cratonis (* 20. oder 22. November 1519 in Breslau, Fürstentum Breslau; † 19. Oktober 1585 ebenda), war ein deutscher Humanist und Arzt. Er war ein gefragter Experte für die Pest und Leibarzt dreier Kaiser.

## Herkunft und Ausbildung
Johannes Crato von Krafftheim war der Sohn des Handwerkers und Ratsherrn Christoph Krafft und dessen Frau Anna Biedermann. Er besuchte die Breslauer Gymnasien St. Elisabeth und Maria-Magdalena. Wegen seiner hervorragenden schulischen Leistungen erhielt er vom Breslauer Rat ein Stipendium von jährlich 20 Gulden und Zuwendungen von Breslauer Patrizierfamilien, die es ihm ermöglichten, ein Studium aufzunehmen.

## Studium und Aufenthalt in Wittenberg
Ab 1535 studierte Crato an der Universität Wittenberg Theologie und wohnte sechs Jahre im Haushalt von Martin Luther. Dort lernte er Philipp Melanchthon kennen, unter dessen Einfluss er sich eingehend mit den Klassischen Sprachen befasste. Nachdem 1538 sein Gönner Johannes Metzler verstorben war, vermittelte Melanchthon ihn an Ambrosius Moibanus. 1542 beendete er das Studium der Artes liberales mit dem Magisterabschluss. Während seiner Wittenberger Zeit führte er ein Tagebuch, das J. Aurifaber für die von ihm 1566 herausgegebenen »Tischreden und Colloquia D. M. Luthers« verwertet hat und durch das Crato bis heute bekannt geblieben ist.
Auf Luthers Ratschlag, der ihm von der theologischen Laufbahn abriet, begann er 1543 an der Universität Leipzig Medizin zu studieren. 1544 nahm er vorübergehend die Stelle eines Hofmeisters bei einem Grafen von Wertheim in Leipzig an. In dieser Zeit freundete er sich mit Joachim Camerarius dem Jüngeren an.

## Studium der Medizin und Aufenthalt in Italien
Mit Unterstützung des Breslauer Rates und Empfehlungen von Philipp Melanchthon und Joachim Camerarius studierte Crato ab 1546 Medizin an der Universität Padua. Er wurde Schüler des berühmten Medizinprofessors Johannes Baptista Montanus, der Cratos erste Schriften entscheidend beeinflusste. Crato schloss das Studium mit dem medizinischen Doktorat ab, unternahm anschließend mit seinen Freunden Johann Baptist Hainzel und Paul Hainzel eine Reise durch Italien und praktizierte danach kurze Zeit in Verona.

## Ärztliche Tätigkeit und weiteres Leben
Im Jahr 1550 kehrte Crato in seine Heimatstadt Breslau zurück und wurde dort zum zweiten Stadtphysicus ernannt. Im selben Jahr heiratete er Maria Scharff von Werth († 3. Juni 1585), die Tochter des Breslauer Stadtschreibers Johannes Scharff von Werth und gründete eine Familie. Das Elternpaar bekam einen Sohn und zwei Töchter.
1553 besuchte ihn Hubert Languet. Große Verdienste erwarb sich Crato während der Pestepidemie von 1554, nachdem schon 1553 eine „Pestordnung“ von ihm verfasst worden war. Als einer der ersten hatte er den ansteckenden Charakter (die Kontagiosität) der Pest erkannt und als Erster beschrieben. Für seine aufopferungsvolle Tätigkeit gewährte ihm der Rat der Stadt Breslau ein Jahresgehalt von 100 Talern. Stadtdiener und arme Schüler musste er umsonst behandeln.
Um 1560 verlobte sich seine Schwester mit dem Leipziger Professor der Jurisprudenz Kaspar Jungermann (1531–1606), (Vater von Ludwig Jungermann).
Obwohl Cratos Ruf sich bald über ganz Deutschland verbreitete, enthob ihn 1561 der damals amtierende Ratsherr Hans Morenberger seiner Tätigkeit als Armenarzt, da er verdächtigt wurde, Calvinist zu sein. Schon vorher hatte seine Konversion vom katholischen zum protestantischen Glauben Aufmerksamkeit erregt.
1560 wurde er an den Wiener Kaiserhof gerufen und zum Leibarzt des Kaisers Ferdinand I. ernannt. Mit zunehmender Krankheit des Kaisers übersiedelte er 1563 nach Wien, kehrte aber, nachdem der Kaiser 1564 gestorben war, zu seiner Familie nach Breslau zurück. Schon ein Jahr später wurde er zum ersten Leibarzt des Kaisers Maximilian II. ernannt, dem er elf Jahre lang diente.
1567 wurde Crato von Kaiser Maximilian II., der ihn großzügig entlohnte und mit Ehren überhäufte, in den Adelsstand erhoben und ein Jahr später zum Hofpfalzgrafen ernannt. In seiner Tätigkeit als Pfalzgraf verlieh er Wappenbriefe an:
- Johann Woyssel, datiert Wien, 1. Mai 1569
- Martin Weinrich, 1583; Professor am Elisabeth-Gymnasium in Breslau
- Lorenz Scholz von Rosenau, 1585

Crato bekannte sich zum Calvinismus. Da er in hohem Maß das Vertrauen des Kaisers besaß, konnte er seinen Einfluss auf den Kaiser zugunsten der Calvinisten nutzen. Darum gelang es den Hofjesuiten nicht, Maximilian II. für die Bekämpfung des Protestantismus zu gewinnen. Als Vertreter der milderen melanchthonisch-calvinischen Richtung bekämpfte Crato die Anhänger des Matthias Flacius.
Als Folge der am Hof herrschenden Intrigen erlebte Crato, der ein überzeugter Vertreter der „Schulmedizin“ war, dass die als heilkundig gefragte Agathe Streicher (um 1520–1581) aus Ulm an das Bett des sterbenden Kaisers Maximilian II. gerufen wurde. Auch die anderen Leibärzte konnten keine Besserung des Zustands des Kaisers bewirken. Nach dessen Tod 1576 wurde er – wie alle Protestanten – aus dem Prager Hofdienst entlassen und kehrte nach Breslau zurück.
Bereits 1577 sah sich der Hof genötigt, Crato als Leibarzt zu dem erkrankten Kaiser Rudolf II. zu rufen. Obwohl selber krank, übersiedelte er 1578 nochmals an den Prag Hof, um jederzeit in der Nähe des Kaisers zu sein. Schon bald hatte er unter dem wachsenden Einfluss der Jesuiten zu leiden, und er bemühte sich um die Entlassung aus dem Hofdienst. Im Herbst 1581 wurde seinem Antrag stattgegeben. Er zog sich auf sein Gut Rückers in der Grafschaft Glatz zurück, das er 1567 erworben hatte, und gründete dort eine Reformierte Gemeinde mit Kirche und Prediger. Er beabsichtigte, den Rest seines Lebens auf dem Gut zu verbringen und ließ seine Bibliothek aus Prag dorthin schaffen.

„Er hielt auch mit denen gelehrtesten Leuten zu seiner Zeit gute Freundschaft, als mit dem Joachimo Camerario, Conrado Gesnero, Theod. Zwingero, Zach. Virsino, Henrico Stephano, Joanne Sambuco, Paulo und Aldo Manutio II., Petro Victorio und anderen.“

Da er weiter am regen wissenschaftlichen Leben Teil haben wollte, kehrte er 1583 nach Breslau zurück und überließ das Gut seinem Sohn. Sein Nachbar in Breslau war Andreas Dudith. Trotz Alter und Krankheit wirkte der Verfasser bedeutender Pestraktate in Breslau weiterhin als Pestarzt für die Allgemeinheit, musste jedoch erleben, dass seine eigene Frau an der Seuche starb. Er selbst folgte ihr am 19. Oktober 1585.
Das Gut Rückers erbte sein Sohn Johann Baptist von Krafftheim. Er war mit Anna von Heugel verheiratet, auf die das Gut überging, nachdem sie Witwe geworden war.

## Erste schriftlich bekannte Leichensektion
Die erste schriftlich belegte Sektion wurde von Crato von Krafftheim und dem Hofwundarzt Petrus Suma am 13. Oktober 1576 in Regensburg an der Leiche des Kaisers Maximilian II. durchgeführt. Das Sektionsprotokoll wurde vom Regensburger Arzt Fabricius unterzeichnet und vom Notar Linda beglaubigt. Die Eingeweide des Kaisers wurden in einen vergoldeten Kupferkessel gelegt, der an der Evangelienseite des Hochaltares im Regensburger Dom beigesetzt wurde. Heute noch bezeichnet ein Gedenkstein mit der Kaiserkrone, dem Monogramm des Kaisers Maximilians und der Jahreszahl 1576 diese Stelle. Das Herz des Kaisers wurde in einem kostbaren Kästchen wieder zum Leib in den Sarg gelegt. Ob es sich um eine Sektion im wissenschaftlich-anatomischen Sinn gehandelt hat, kann angezweifelt werden. Sie diente vornehmlich der Vorbereitung der Leiche für den frommen Brauch, einen Teil des Körpers an dem Ort zurückzulassen, zu dem man in besonderer Beziehung stand.

## Schriften
- Idea doctrinae Hippocraticae, 1554
- Methodus therapeutica ex Galeni et J. B. Montani sententia, Basel 1555
- Ordnung oder Präservation zur Zeit der Pest, Breslau 1555
- Isagoge medicinae, Venedig 1560
- Perioche methodica in libros Galeni, Basel 1563
- De morbo gallico commentarius, Frankfurt 1564
- Mikrotechne, seu parva ars medicinalis
- Ordnung der Praeservation: Wie man sich zur zeit der Jnfection vorwahren, Auch Bericht, wie die rechte Pestilentz erkandt, vnd curirt werden sol. - Jetzo aber alles mit fleiß auffs new vbersehen, vnd corrigiert - Franckfurt am Mayn: Feyerabend, 1585. Digitalisierte Ausgabe der Universitäts- und Landesbibliothek Düsseldorf
- Commentarii de vera praecavandi et curandi febrem pestilentem contagiosam ratione (übersetzt von Martin Weinreich)
- Consilia et Epistolae medicinales, 1591, 1592, 1593 u. a.
- Ioannis Cratonis A Krafftheim … Epistola Ad Ioannem Sambvcvm Med. Doct. Consiliarivm Et Historicvm Caesarevm De Morte Imperatoris Maximiliani Secvndi. Nvnc Primvm Edidit / Christ. Godofred. Grvner. Litteris Mavkii, lenae 1781 Digitalisierte Ausgabe der Universitäts- und Landesbibliothek Düsseldorf